# 本山力
本山 力（もとやま ちから、1969年10月7日 - ）は、日本の俳優。マネジメントは東映。東映剣会及び一般社団法人武士道剣会所属。

## 人物

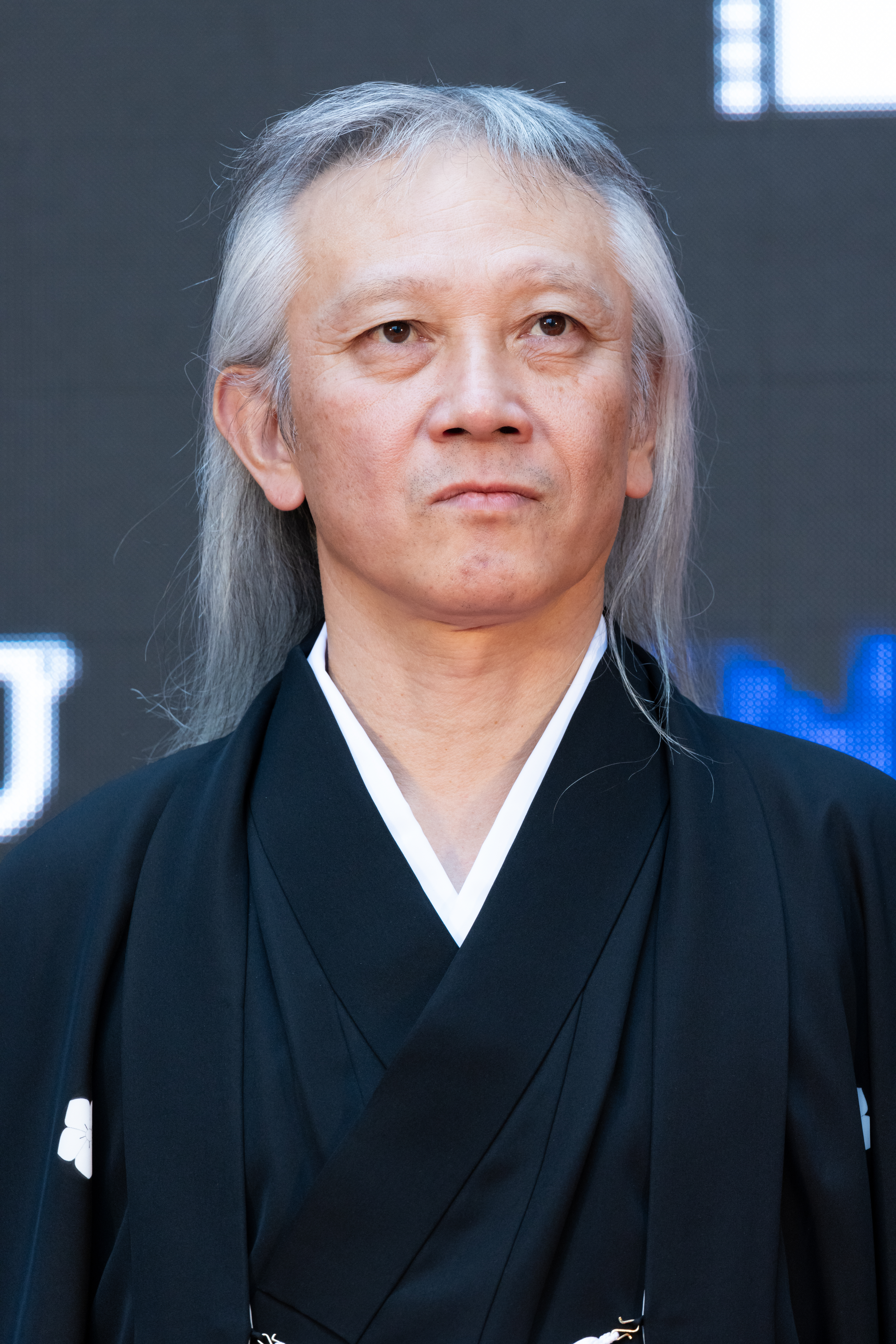
第37回東京国際映画祭にて（2024年）

京都府京都市生まれ、京都市立日吉ヶ丘高等学校卒業。
1989年から1991年頃、ハードコアパンクバンド・DEEP THROATのドラマーとして活動。京都府舞鶴市のインディーズレーベル・MCR COMPANYより7インチレコードをリリース。
22歳でエキストラ専門の事務所に所属。40歳で東映剣会に入会。長らく時代劇の「切られ役」を務めてきたが、2024年公開の「碁盤斬り」の撮影時、「十一人の賊軍」の構想を練っていた白石監督が斬られ役にキャスティングされて来た本山を見て「爺っつぁん」役にと抜擢、メインキャストに名を連ねた。
大衆演劇　桐龍座恋川劇団にもゲストとして度々出演している。

## 出演

### 映画
- 走らなあかん 夜明けまで （1995年）
- 新・仁義なき戦い （2000年）
- どら平太 （2000年）
- RED SHADOW 赤影 （2001年）
- 壬生義士伝 （2002年）
- 跋扈妖怪伝 牙吉[5] （2004年）
- 蒼き狼 〜地果て海尽きるまで〜 （2007年）
- ぼくのおばあちゃん （2008年）
- 座頭市 THE LAST （2010年）
- 十三人の刺客 （2010年）
- 桜田門外ノ変 （2010年）
- 忍たま乱太郎 （2011年）
- 逆転裁判 （2012年）
- 仮面ライダー×仮面ライダー 鎧武&ウィザード 天下分け目の戦国MOVIE大合戦 （2013年）
- 超高速!参勤交代 （2014年）
- 幕末高校生 （2014年）
- 太秦ライムライト （2014年）
- 時代劇は死なず ちゃんばら美学考 （2015年）
- 無限の住人 （2017年）
- 多十郎殉愛記 （2018年）
- パンク侍、斬られて候 （2018年）
- カツベン! （2019年）
- HOKUSAI （2021年）
- 仕掛人 藤枝梅安 （2023年）
- せかいのおきく （2023年）
- 遊撃 / 映画監督 中島貞夫 （2023年）
- 鬼平犯科帳 血闘 （2024年）
- 碁盤斬り （2024年）
- 侍タイムスリッパー（2024年）
- 十一人の賊軍（2024年） - 爺っつぁん 役[6][7]

Vシネマ
- 新・キタの帝王1
- 仁義なき野望 むすめ奉行女牢秘抄2

### テレビドラマ
- 暴れん坊将軍シリーズ（テレ朝）
  - 暴れん坊将軍Ｖ　第41話（1994年）
  - 暴れん坊将軍VI
    - 第5話「頑張れ! 江戸っ子若君」（1994年） - 六 役
    - 第9話「お婆よ泣くな江戸の雪」（1994年） - 仲次 役

  - 暴れん坊将軍X
    - 第13話「肝っ玉おっ母ァ危機一髪! 偽金作りの人質は初孫」（2000年6月22日）

  - ドラマスペシャル 暴れん坊将軍（2008年12月29日） - 千太 役
  - ドラマプレミアム 新・暴れん坊将軍（2025年1月4日）
- 江戸を斬るVIII（1994年）
  - 第3回「悪が群がる地獄島」
  - 第18話「育ての父が親の敵」
  - 第24話「贋金の夢を見た」
- 銭形平次4スペシャル　百鬼夜行（1994年 フジテレビ）[8]
- 素浪人 花山大吉 （1995年4月1日 ）
- 水戸黄門 （TBS）
  - 第24部 （1995年） 第1話
  - 第25部 （1996年） 第2話「恵みの夫婦海苔」
  - 第26部 （1998年） 第19話「狐が狙った温泉小町」
  - 第27部 （1999年）
    - 第3話 「夫婦で織った紙の布」
    - 第12話 「津軽の飴は友の味」
    - 第27話 「恩を返した風来坊」

  - 第28部 （2000年）
    - 第5話 「母子涙の大井川」
    - 第25話 「お銀涙の子守唄」
    - 第30話 「あばずれ娘と瀬戸の花嫁」

  - 第29部 （2001年） 第6話
  - 第31部 （2002年） 第5話
  - 第32部 （2003年）
    - 第4話
    - 第10話

  - 第43部 第18話「上様、長屋で叱られる -江戸-」（2011年11月21日、TBSテレビ）
- 水戸黄門外伝　かげろう忍法帖（1995年 TBS）第5話
- あばれ医者 嵐山 第2話（1995年10月、テレビ東京）[9]
- 大岡越前 第14部 第1話（1996年6月17日、TBSテレビ）
- 忠臣蔵（1996年 CX） 第10話 - 弥七
- さむらい探偵事件簿（1996年)  第８回「私は一番不幸な女」
- 御家人斬九郎
  - 第3シリーズ 第1話 「男二人」（1997年） - 権十 [10]
  - 第5シリーズ 第3話「最後の忍者」（2001年、フジテレビ） - 忍者

- 隠密奉行朝比奈（1998年 CX）
  - 第4話「信濃路逃避行、狙われた姫君」[11]
- 京極夏彦 怪 第2話 穏神だぬき（WOWOW）
- 盤嶽の一生
- 夜桜お染（2003年） - 京太 役
- SABU 〜さぶ〜（2002年5月14日 メ～テレ）
- 快刀!夢一座七変化（テレ朝）
- SP〜警視庁警護課（テレ朝）

- 逃亡者 おりん2（2012年2月、テレ東） - 伍ノ刺客・紫苑 役
- 科捜研の女（テレ朝）
  - 新・科捜研の女（テレ朝）（2005年）第1話
  - 第12シリーズ 第7話（2013年2月28日） - 阿部晴彦 役[12]
  - 第13シリーズ スペシャル（2013年12月25日） - 暴力団員 役
  - 第15シリーズ 第1話（2015年10月15日） - 宮脇敏雄 役[13]
  - 第16シリーズ 第13話（2017年2月9日） - 串本浩二 役[14]
  - 第19シーズン 第26話（2020年） - 奥山昭典
- 刑事110キロ 最終話（2013年6月13日、テレ朝） - 会田康人 役
- 黒書院の六兵衛（2018年、WOWOW） - 大久保利通 役
- 小吉の女房（2019年、NHK BSプレミアム） - 岡っ引・喜八
- 歴史探偵「北の関ヶ原 直江兼続と伊達政宗」（2023年1月18日、NHK） - 伊達政宗 役
- 鬼平犯科帳 SEASON1 本所・桜屋敷（2024年1月8日、時代劇専門チャンネル）
- 大岡越前 第7期（2024年）（2024年　NHK BS）第5話　 - 山田屋の番頭 勝三 役[15]
- 雲霧仁左衛門ファイナル（2025年　NHK BS）　（６）「汚れた手」 - 源次 役[16]

### ネット配信
- BLACKFOX:Age of the Ninja（2019年10月5日）

## 受賞歴
- 2025年4月：第34回日本映画批評家大賞 新人男優賞[17]